# زیناسکو
زیناسکو (به ایتالیایی: Zinasco) یک کومونه در ایتالیا است که در استان پاویا واقع شده‌است. زیناسکو ۲۹٫۵ کیلومتر مربع مساحت و ۳٬۲۱۵ نفر جمعیت دارد و ۸۴ متر بالاتر از سطح دریا واقع شده‌است.